# Roberto Canella
Roberto Canella Suárez (* 7. Februar 1988 in Pola de Laviana) ist ein spanischer Fußballspieler. Der Abwehrspieler stand lange beim Erstligisten Sporting Gijón unter Vertrag und spielte auf Leihbasis bei Deportivo La Coruña.

## Karriere

### Verein
Schon in seiner Jugend spielte Canella für Sporting Gijón, in die erste Mannschaft wurde zu Beginn der Saison 2006/07 befördert. Im folgenden Jahr gelang Sporting Gijón nach zehnjähriger Abstinenz der Aufstieg in die Primera División. Sein erstes Tor erzielte er beim 2:0-Heimsieg gegen RCD Mallorca am 5. Oktober 2008.

### Nationalmannschaft
International repräsentierte Canella Spanien bei der U-20-Weltmeisterschaft und stieg danach in die U-21 auf.